# Trimetilbenceno
Los trimetilbencenos constituyen un grupo de sustancias de hidrocarburos aromáticos, cuya estructura consiste en un anillo bencénico con tres grupos metilo (–CH3) como sustituyentes. Por su diferente disposición forman tres isómeros estructurales con la fórmula molecular C9H12. También pertenecen al grupo de los C3-bencenos. El isómero más conocido es el mesitileno.
| Nombre común        | hemimeliteno                                | pseudocumeno                                | mesitileno                                 |
| Nombre sistemático  | 1,2,3-trimetilbenceno vic.-trimetilbencenoe | 1,2,4-trimetilbenceno asym.-trimetilbenceno | 1,3,5-trimetilbenceno sym.-trimetilbenceno |
| Fórmula estructural |                                             |                                             |                                            |
| Nº CAS              | 526-73-8                                    | 95-63-6                                     | 108-67-8                                   |
| Apariencia          | Líquido incoloro                            | Líquido incoloro                            | Líquido incoloro                           |
| Punto de fusión     | −25 °C                                      | −44 °C                                      | −45 °C                                     |
| Punto de ebullición | 176 °C                                      | 169 °C                                      | 165 °C                                     |
| SGA                 | · Peligro                                   | · Atención                                  | · Atención                                 |